# O'Neill (cantante)
Luis Ángel O’Neill (Bayamón, 27 de octubre de 1985), conocido simplemente como O'Neill, es un cantante, compositor, productor y arreglista de Puerto Rico. Formó parte del dúo Joan & O'Neill, reconocidos con disco de platino por la canción «El conejito» en 2005.
Como compositor, ha formado parte de éxitos como «Reggaetón lento (Bailemos)», «Rojo», «Algo me gusta de ti», entre otras canciones, recibiendo reconocimiento por parte de ASCAP como compositor en 2011 por su canción «Tu olor», interpretada por Wisin y Yandel.

## Carrera musical
Su intuición como artista comenzó desde muy temprana edad cuando cantaba música cristiana, llegando a aparecer en álbumes de Iván & AB, artistas de este nicho musical. En su juventud fue becado para estudiar en los Estados Unidos, por sus destrezas en el deporte del béisbol. Al terminar sus estudios, tuvo la oportunidad de conocer a los productores Luny Tunes, quienes apreciaron el talento de O'Neill al escuchar un tema compuesto por él y su abuela, y comenzó su carrera artística con la música urbana.
En ese momento, comenzó trabajando con Luny Tunes, donde conoce a "Joan”, con quien formó un dúo posteriormente. Luego de 6 años trabajando juntos decidieron continuar su carrera por separado y O'Neill se hizo solista, productor, compositor y presidente de su sello discográfico “The Street King Inc”.
Actualmente, firmó con la compañía “WY Records”, cuyos dueños son Wisin y Yandel. En dicha compañía, labora como productor, compositor y artista desde sus últimos discos. En 2011, para Los Vaqueros, O'Neill compuso y produjo tres temas, además de interpretar "Uy Uy Uy” y conseguir un reconocimiento de ASCAP con Tu olor; y en el nuevo álbum de “Wisin y Yandel”, los 9 temas que compuso y produjo, además de interpretar dos. Al año siguiente, fngió como productor, compositor y arreglista en 9 temas del álbum de 2012, Líderes: "Rumba”, "Prende”, "Noche de Carnaval”, "Peligro”, "Hipnotízame”, "Un beso”, "Tu nombre”, "Perdón” y "Algo me gusta de ti”, además es vocal e intérprete de dos temas.
En 2017, interpretó una remezcla de la canción «El amor» de Ricardo Arjona. Ese mismo año, se generó polémicas por parte del productor Efkto, quien se desahogó en su cuenta de Instagram tras demostrar que "no le daban los créditos que merece", al expresar que el coro de la canción «Rico Suave» de J Álvarez, quien recibiera una Certificación de Oro de la RIAA, fue inicialmente compuesta por Iván Rodríguez y él, y O'Neill se la había acreditado sin su consentimiento.
En 2018, continuó su trabajo para Wisin y Yandel, esta vez, para su álbum Los campeones del pueblo, componiendo entre estas la canción «Reggaeton en lo oscuro».

## Discografía

### Mixtapes (Duo)
- 2006: The Beginning (junto a Joan)
- 2007: Los 440 del Reggaeton (junto a Joan)
- 2010: Street Kings (junto a Joan)

## Créditos
- 2005: «Pensando en ti» (canción de Iván & AB con O'Neill)
- 2005: Mas Flow 2: «La Killer» (canción de Joan & O'Neill), «Querer y amar» (canción de Joan & O'Neill ft. Baby Ranks)
- 2006: «El conejito» famoso en Latinoamérica y Europa.
- 2006: «Cautivo (Salsa Versión)» (canción de Iván & AB, Domingo Quiñones, David & Abraham, y O'Neill)
- 2010: «Su hija me gusta» (canción de Farruko y José Feliciano)
- 2011: «Nobody Like You» (canción de Franco El Gorila), Uy, uy, uy (canción de Wisin y Yandel)
- 2012: «Perdon» (canción de Wisin Y Yandel ft. O'Neill), «Hipnotízame» (canción de Wisin y Yandel), Algo me gusta de ti (canción de Wisin y Yandel, T-Pain y Chris Brown)[16]
- 2015: «Que Se Sienta El Deseo» (canción de Wisin)
- 2016: «Reggaeton lento (bailemos)» (canción de CNCO)
- 2017: «Sígueme bailando» (canción de Juan Magán, Nacho y Pasabordo)
- 2017: «Rico Suave» (canción de J Álvarez)
- 2019: «Reggaeton en lo oscuro» (canción de Wisin & Yandel)[17]
- 2019: «Danzau» (canción de Ozuna)